# لیکوی چشم‌گوشه‌سیاه
لیکوی چشم‌گوشه‌سیاه (نام علمی: Turdoides sharpei) نام یک گونه از سرده لیکوها است.